# Lane Lambert
Lane Douglas Lambert (* 18. November 1964 in Melfort, Saskatchewan) ist ein ehemaliger kanadischer Eishockeyspieler und derzeitiger -trainer. Während seiner aktiven Karriere bestritt der rechte Flügelstürmer in den 1980er Jahren 283 Partien für die Detroit Red Wings, New York Rangers und Nordiques de Québec in der National Hockey League (NHL). Anschließend war er in Europa, vor allem in der Schweiz, sowie in nordamerikanischen Minor Leagues aktiv. Nach seiner Spielerlaufbahn betreute er bereits mehrere NHL-Teams als Assistenztrainer, unter anderem die New York Islanders, bei denen er von Mai 2022 bis Januar 2024 als Cheftrainer fungierte. Seit Mai 2025 ist er als Cheftrainer der Seattle Kraken tätig.

## Karriere

### Als Spieler
Lane Lambert begann seine Karriere in seiner Heimat Saskatchewan bei den  Swift Current Broncos aus der Saskatchewan Junior Hockey League (SJHL), bevor er zur Saison 1981/82 zu den Saskatoon Blades in die ranghöhere Western Hockey League (WHL) wechselte. Dort verzeichnete er 114 sowie im Folgejahr 119 Scorerpunkte, sodass er 1983 im WHL Second All-Star Team berücksichtigt wurde und ihn anschließend die Detroit Red Wings im NHL Entry Draft 1983 an 25. Position auswählten. Für die Red Wings debütierte der Angreifer in der Folgesaison 1983/84 in der National Hockey League (NHL) und kam dabei in 73 Partien auf 35 Punkte. Diese Leistungen ließen in den folgenden Jahren jedoch nach, sodass er bereits in der Spielzeit 1985/86 überwiegend bei den Adirondack Red Wings eingesetzt wurde, dem Farmteam aus der American Hockey League (AHL). Dort wiederum gewann der Kanadier am Saisonende die AHL-Playoffs um den Calder Cup. Anschließend endete seine Zeit in Detroit, als Lambert im März 1987 samt Kelly Kisio, Jim Leavins und einem Fünftrunden-Wahlrecht im NHL Entry Draft 1988 an die New York Rangers abgegeben wurde. Im Gegenzug erhielten die Red Wings Glen Hanlon sowie jeweils ein Drittrunden-Wahlrecht für die Entry Drafts 1987 und 1988. Auch bei den Rangers gelang es dem Flügelstürmer jedoch nicht, sich dauerhaft im NHL-Aufgebot zu etablieren, sodass er zu etwa gleichen Teilen in New York und bei den New Haven Nighthawks in der AHL zum Einsatz kam. Demzufolge wechselte er im März 1987 im Tausch für Pat Price zu den Nordiques de Québec. Dort wiederum verzeichnete er in der Folgesaison 1987/88 mit 41 Punkten aus 61 Partien seine beste NHL-Karrierestatistik, bevor er seinen Stammplatz bei den Nordiques bereits in der nächsten Spielzeit wieder verlor und überwiegend in der AHL bei den Halifax Citadels spielte.
Nach dieser Saison 1988/89 endete vorerst Lamberts Zeit in Nordamerika, wobei er in der Spielzeit 1989/90 hauptsächlich für die kanadische Nationalmannschaft auf dem Eis stand, mit der er unter anderem am Spengler Cup 1990 teilnahm und dort im Endspiel Spartak Moskau unterlag. Darüber hinaus bestritt er einige Partien für die Düsseldorfer EG, die 1990 die deutsche Meisterschaft gewann. Anschließend wechselte der Kanadier zum HC Ajoie in die Nationalliga B (NLB), dem er in der Saison 1991/92 mit 89 Punkten aus nur 35 Partien zur Meisterschaft und zum damit verbundenen Aufstieg in die Nationalliga A (NLA) verhalf. Dort gelang der Klassenerhalt im Folgejahr nicht, während der Angreifer innerhalb der NLB zum HC La Chaux-de-Fonds sowie im Folgejahr zum SC Langnau wechselte. Dort endete seine Zeit in der Schweiz nach sechs Jahren am Ende der Saison 1995/96.
Anschließend kehrte Lambert nach Nordamerika zurück, wo er sich den Cleveland Lumberjacks aus der International Hockey League (IHL) anschloss. Von dort wechselte er Mitte der Saison 1998/99 innerhalb der IHL zu den Houston Aeros, mit denen er in der Folge den Turner Cup gewann. Nach zwei weiteren Spielzeiten bei den Aeros beendete er nach der Saison 2000/01 seine aktive Karriere, in der er unter anderem 283 NHL-Partien bestritten und dabei 124 Scorerpunkte verzeichnet hatte.

### Als Trainer
Seine Trainerkarriere begann Lane Lambert bei den Moose Jaw Warriors in der Western Hockey League (WHL), wo er knapp eineinhalb Jahre als Assistenztrainer tätig war. Mitte der Saison 2003/04 verpflichteten ihn die ebenfalls in der WHL spielenden Prince George Cougars als Cheftrainer, eine Position, die er bis 2005 innehatte. Zur Spielzeit 2005/06 kehrte er in den Profibereich zurück, indem er als Assistenztrainer von den Bridgeport Sound Tigers angestellt wurde, bevor er bereits nach einem Jahr in gleicher Funktion von den Milwaukee Admirals verpflichtet wurde. Dort übernahm er bereits zur Saison 2007/08 die Position des Cheftrainers, die er vier Jahre lang bekleidete. Anschließend beförderten ihn die Nashville Predators, der NHL-Kooperationspartner der Admirals, zum Assistenten von Headcoach Barry Trotz, mit dem er in der Folge stetig zusammenarbeiten sollte. Mit ihm wechselte er 2014 zu den Washington Capitals, die sie in den Playoffs 2018 gemeinsam zum Gewinn des Stanley Cups führten.
Anschließend verließen sie gemeinsam Washington und übernahmen bei den New York Islanders, bei denen vergleichbare Erfolge jedoch ausblieben. Nach vier Jahren wurde Trotz nach einer schwachen Saison 2021/22 entlassen und Lambert als sein Nachfolger vorgestellt, der somit erstmals in der NHL als Cheftrainer tätig wurde. Dort wurde er im Januar 2024, nach einer bisher schwachen Saison 2023/24, entlassen und durch Patrick Roy ersetzt.
Im Mai 2024 wurde Lambert dann als neuer Assistenztrainer der Toronto Maple Leafs vorgestellt. Nach einer Saison dort kam er zu seiner zweiten Anstellung als NHL-Cheftrainer, als er im Mai 2025 als Nachfolger von Dan Bylsma bei den Seattle Kraken engagiert wurde.

## Erfolge und Auszeichnungen
Als Spieler
- 1983 WHL Second All-Star Team
- 1986 Calder-Cup-Gewinn mit den Adirondack Red Wings
- 1990 Deutscher Meister mit der Düsseldorfer EG
- 1992 Meisterschaft der Nationalliga B und Aufstieg in die Nationalliga A mit dem HC Ajoie
- 1999 Turner-Cup-Gewinn mit den Houston Aeros

Als Trainer
- 2018 Stanley-Cup-Gewinn mit den Washington Capitals (als Assistenztrainer)

## Karrierestatistik

### Spielerstatistik
(Legende zur Spielerstatistik: Sp oder GP = absolvierte Spiele; T oder G = erzielte Tore; V oder A = erzielte Assists; Pkt oder Pts = erzielte Scorerpunkte; SM oder PIM = erhaltene Strafminuten; +/− = Plus/Minus-Bilanz; PP = erzielte Überzahltore; SH = erzielte Unterzahltore; GW = erzielte Siegtore; 1 Play-downs/Relegation; Kursiv: Statistik nicht vollständig)

### NHL-Trainerstatistik
(Legende zur Trainerstatistik: Sp oder GC = Spiele insgesamt; W oder S = erzielte Siege; L oder N = erzielte Niederlagen; T oder U = erzielte Unentschieden; OTL oder OTN = erzielte Niederlagen nach Overtime oder Shootout; Pts oder Pkt = erzielte Punkte; Pts% oder Pkt% = Punktquote; Win% = Siegquote; Resultat = erreichte Runde in den Play-offs)

## Familie
Seine älteren Brüder Dale und Ross Lambert waren ebenfalls Eishockeyprofis und dabei hauptsächlich in Großbritannien aktiv. Seinen Neffen Jimmy Lambert (Sohn von Dale) und Brad Lambert (Sohn von Ross) gelang ebenfalls der Sprung ins professionelle Eishockey, wobei Brad im NHL Entry Draft 2022 in der ersten Runde von den Winnipeg Jets ausgewählt wurde.